# Алмания — Добро пожаловать в Германию
«Алмания — Добро пожаловать в Германию» (нем. Almanya – Willkommen in Deutschland) — немецкий комедийный фильм Ясемин Шамберели.
Премьера фильма прошла на 61-м Берлинском кинофестивале, фильм выиграл Deutscher Filmpreis 2011 в номинациях Лучший сценарий и Лучший фильм.
В трагической комедии поднимается вопрос идентичности и принадлежности для бывших турецких гастарбайтеров в Германии и их потомков.
Фильм вышел в прокат 10 марта, он стал четвёртым самым кассовым немецким фильмом в 2011 году с 1,5 миллионов зрителей.

## Награды
- 2011 Deutscher Filmpreis за лучший сценарий в золото и лучший фильм в серебро